# Scotsdale
Ne doit pas être confondu avec Scottsdale.
Scotsdale est un village du comté de Jefferson, dans le Missouri, aux États-Unis,. Situé au nord du comté, il est incorporé en 1959.

## Démographie
Lors du recensement de 2010, le village comptait une population de 222 habitants. Elle est estimée, en 2016, à 223 habitants.

## Source de la traduction
- (en) Cet article est partiellement ou en totalité issu de l’article de Wikipédia en anglais intitulé « Scotsdale, Missouri » (voir la liste des auteurs).